# Bremischer Deichverband am linken Weserufer

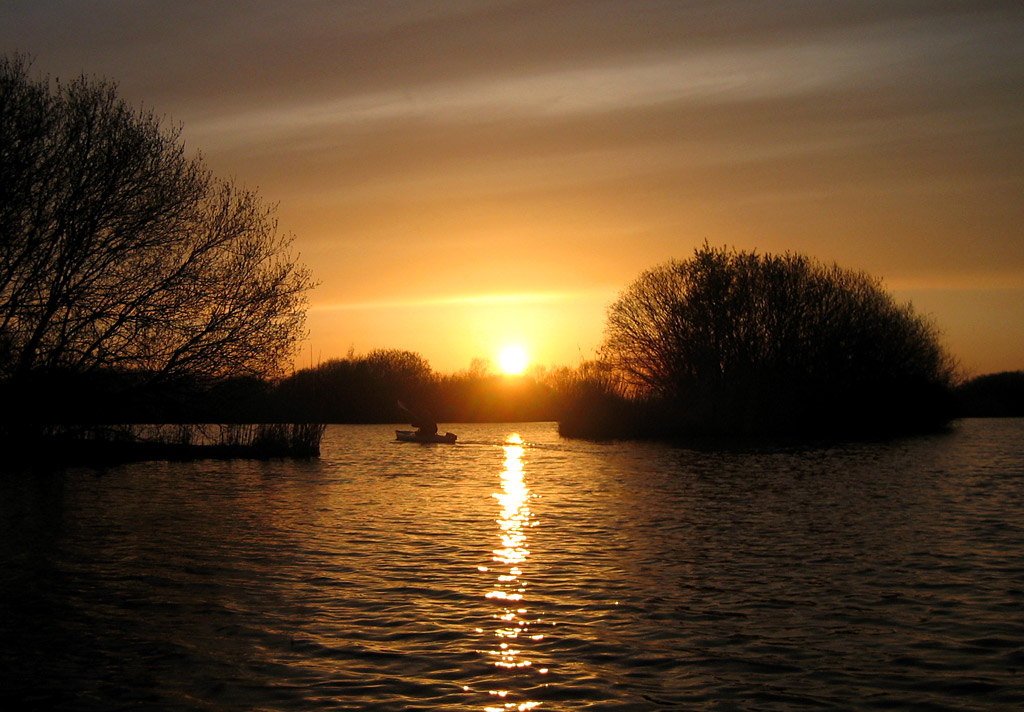
Auch die Ochtum fällt in das Verbandsgebiet des Bremischen Deichverbandes am linken Weserufer

Der Bremische Deichverband am linken Weserufer ist einer der beiden Hauptdeichverbände in der Stadt Bremen.

## Geschichte
Der Bremische Deichverband am linken Weserufer wurde durch eine Verordnung der Stadt am 30. September 1947 gegründet. In ihm fusionierten die damals selbstständigen Deichverbände der Neustadt, Obervielands, Niedervielands und Huchtings sowie weitere 23 Stau- und Wasserverbände.

## Organisation
Der Deichverband ist, getreu dem Gesetz über Wasser- und Bodenverbände vom 12. Februar 1991, eine Körperschaft des öffentlichen Rechts mit Selbstverwaltung. Das heißt, dass er dem öffentlichen Interesse und dem Nutzen seiner Mitglieder unterliegt. Mitglied ist automatisch, wer Eigentümer oder Erbpachtberechtigter eines Grundstücks im Verbandsgebiet ist.
Die drei Selbstverwaltungsorgane des Verbandes sind das Deichamt, der Haushaltsausschuss und der Vorstand. Die Rechtsaufsicht ging in den 1990er Jahren vom Bremer Senator für Inneres auf den Senator für Umweltschutz und Stadtentwicklung über, sodass die Senatorin für Klimaschutz, Umwelt, Mobilität, Stadtentwicklung und Wohnungsbau gegenwärtig alleinige Aufsichtsbehörde des Deichverbandes ist.

### Deichamt

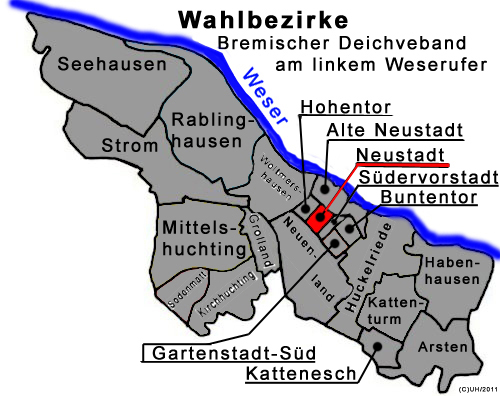
Die Wahlbezirke des Bremischen Deichverbandes am linken Weserufer

Das 20-köpfige Deichamt wird alle fünf Jahre per Briefwahl von den Verbandsmitgliedern bestimmt. Zu diesem Zweck wurden 20 Wahlbezirke eingerichtet.
Die Aufgaben und Rechte dieses obersten Beschlussorgans umfassen die Änderung der Verbandssatzung, die Festlegung des jährlichen Haushaltsplans und die Beschlussfassung allgemeiner Erlasse und Regelungen. Außerdem wählt das Deichamt den fünfköpfigen Vorstand (Sprecher ist der Deichhauptmann) und den Haushaltsausschuss.

### Haushaltsausschuss
Der kleine Haushaltsausschuss ist ein Unterorgan des Deichamtes und befasst sich mit der Überwachung der Finanzen des Verbandes. Zudem wirkt er beratend an der Aufstellung der Haushaltspläne mit.

### Vorstand
Der Vorstand des Bremischen Deichverbandes am linken Weserufer wird von den Mitgliedern des Deichamtes für fünf Jahre gewählt und setzt sich aus dem Vorsteher (Deichhauptmann genannt), dem stellvertretenden Vorsteher (II. Deichhauptmann) und drei Beisitzern zusammen.
Der Vorstand als oberstes Verbandsgremium richtet sich in seiner Führung nach den Maßgaben des Deichamtes und beschäftigt sich hauptsächlich mit der Aufstellung der Jahresrechnungen sowie mit Personalentscheidungen.
Der Deichhauptmann als gesetzlich Vorsitzender des Verbandes vertritt diesen in öffentlichen Angelegenheiten.

## Aufgaben

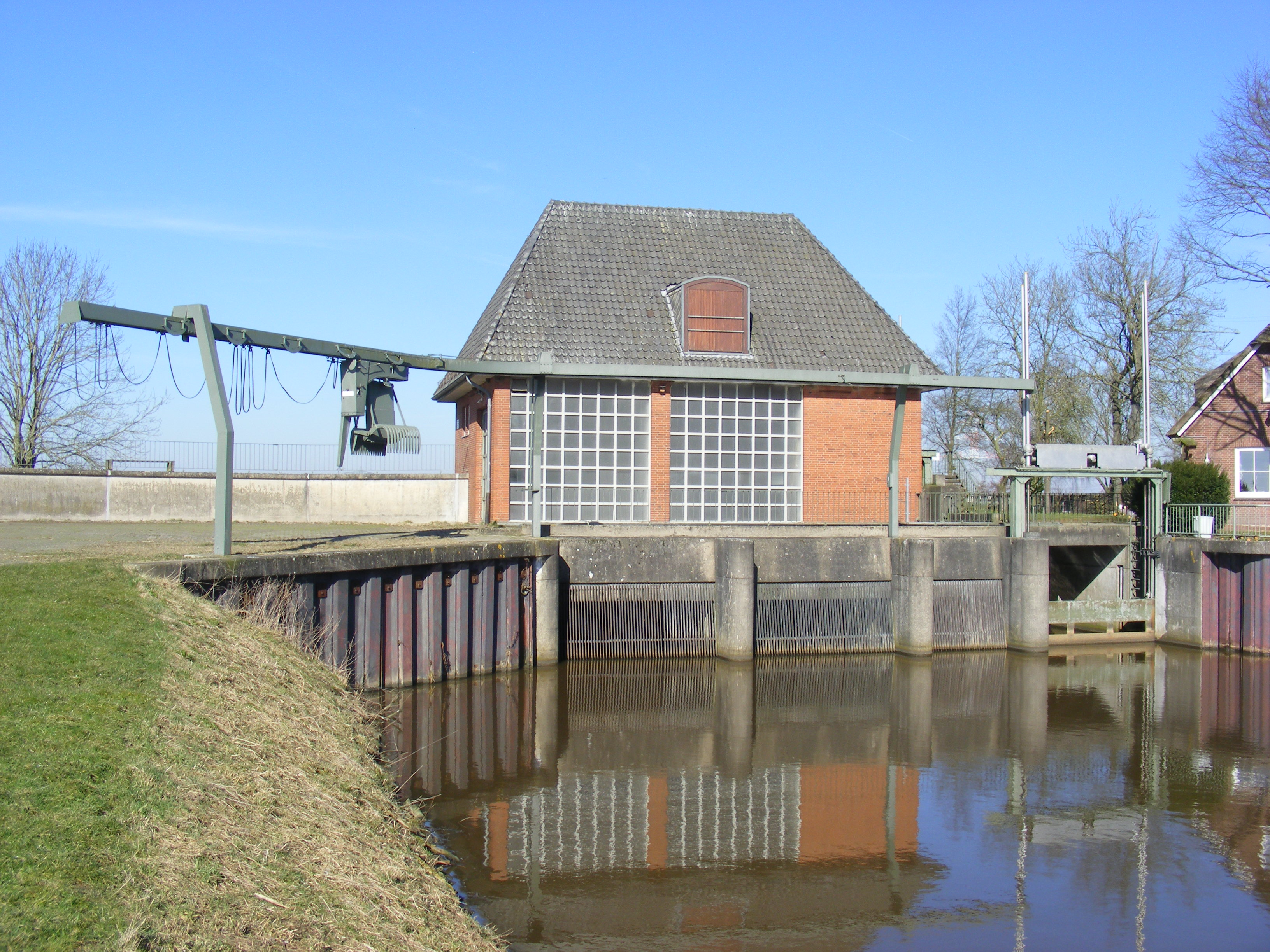
Das Schöpfwerk Mühlenhaus im Niedervieland an der Grenze von Strom und Seehausen entwässert das Mühlenhauser Fleet in die Ochtum.

Der Deichverband kümmert sich um wasserwirtschaftliche Aufgaben im links der Weser gelegenen Stadtgebiet Bremens.
Im Detail sind das:
- Bewahrung der im Zuständigkeitsbereich liegenden Grundstücke vor Sturmfluten und dem Hochwasser der Weser, der Ochtum und der Varreler Bäke durch Deiche,
- Sicherung und Aufrechterhaltung eines geregelten Abflusses der Wasserläufe,
- Entwässerung der zum Verband gehörenden Grundstücke,
- Kontrolle der Deiche auf mögliche Schäden,
- Behebung dieser Schäden und
- Schließung der Siele und Deichscharte im Hochwasserfall.

Zur Erfüllung dieser Aufgaben stand dem Verband im Jahre 2005 durch Mitgliedsbeiträge ein Budget von 2.650.000 Euro zur Verfügung.

## Verbandsgebiet

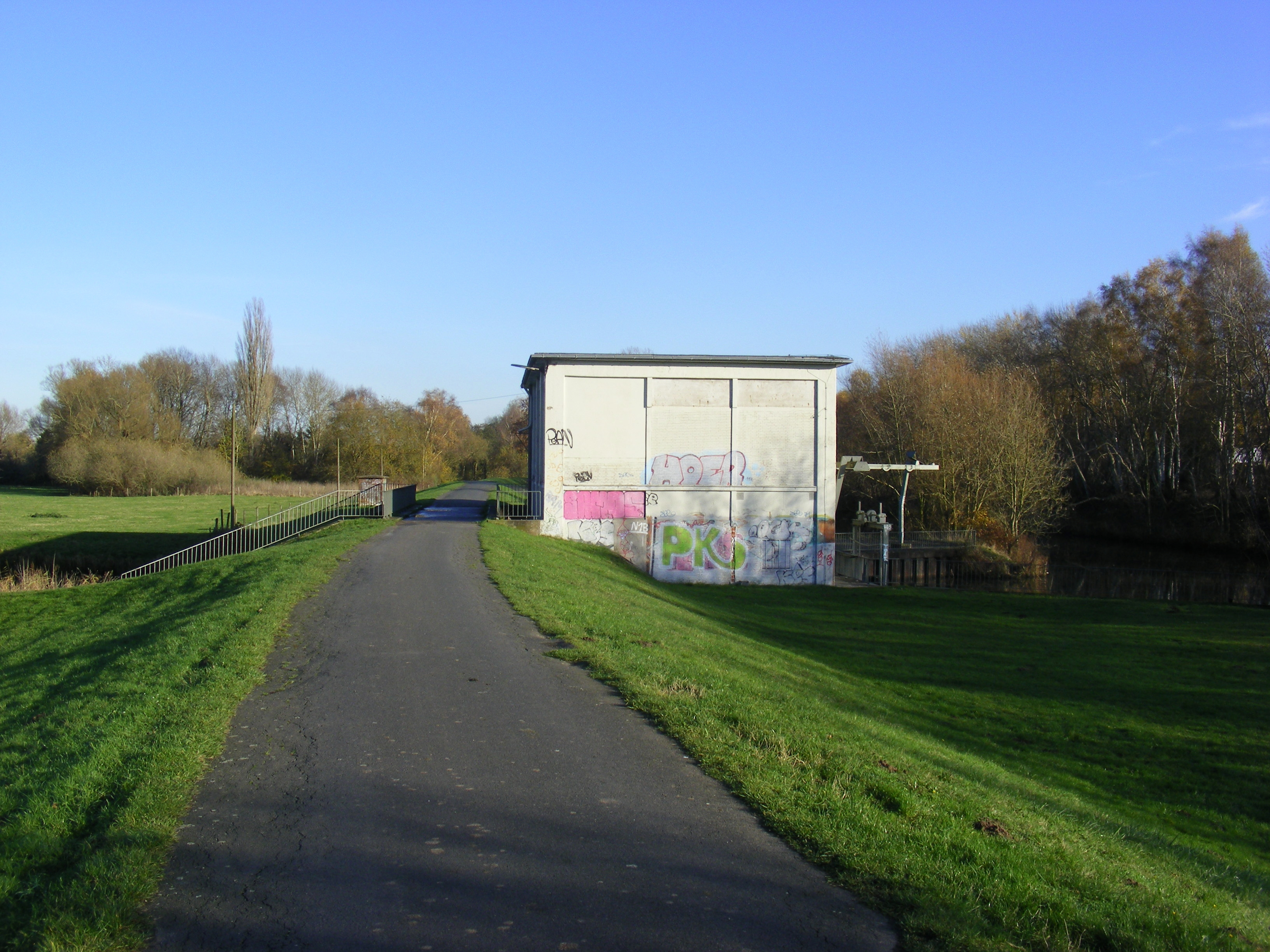
Das Schöpfwerk Huchting-Nord entwässert den größten Teil von Huchting, nicht aber Grolland.

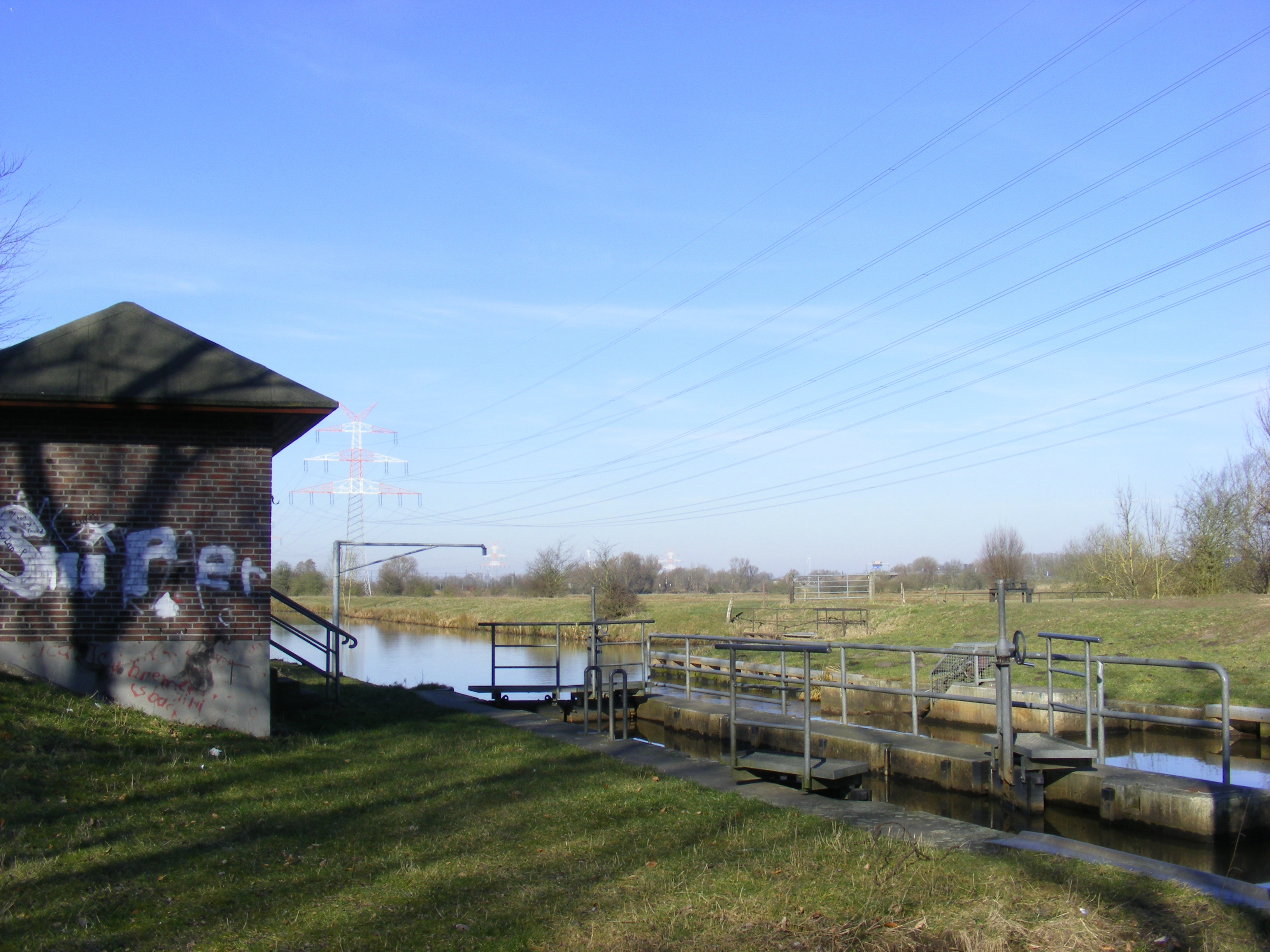
Schleuse am Stau der Alten Ochtum am Rand des Warfeldes ½ km flussabwärts des Wardamms (Whs. zum Storchennest)

Der Zuständigkeitsbereich des Bremischen Deichverbandes am linken Weserufer erstreckt sich über all jene Gebiete der Stadt, welche linksseitig des Weserhauptstromes liegen. Damit ist dieser Verband für Wasserläufe mit einer Gesamtlänge von etwa 127 Kilometer zuständig.

## Verbandsanlagen
Weite Teile Bremens (circa 85 % des Stadtgebietes) liegen unter dem mittleren Tidehochwasserstand und sind damit hochwasser- und sturmflutgefährdet. Linksseitig der Weser unterhält der Verein aus diesem Grunde an Ochtum, Weser und Varreler Bäke Strom- und Flussdeiche mit einer Gesamtlänge von 63,5 Kilometern. Über diese erstreckt sich ein 26 Kilometer langes Netz an Deichverteidigungswegen, die primär dazu da sind, Hilfskräften den leichten Zugang zu eventuellen Notfällen zu erleichtern. Sie werden jedoch auch gerne von Fußgängern und Radfahren genutzt.
Der Verband hat die Aufsicht über 11 Siele, 20 Schöpfwerke (deren jeweilige Leistungen zwischen 25 und 4.000 Litern pro Sekunde liegen), 50 Stauwerke in Fleeten und Gräben und einige kleine Wehre.

## Weitere Wasser- und Bodenverbände in Bremen
Das Gebiet rechts der Weser fällt in den Zuständigkeitsbereich des Bremischen Deichverbandes am rechten Weserufer.
Das Gebiet des Wasser- und Bodenverbandes Dahlwas befindet sich in der Hemelinger-, Arberger- und Mahndorfer Marsch – im Wesentlichen zwischen der Bundesautobahn 1 und der Weser. Die Hauptaufgabe des kleinen Verbandes liegt darin, die Voraussetzungen für eine optimale landwirtschaftliche Nutzung der Mitgliedsflächen zu schaffen.
Weitere kleine Wasser- und Bodenverbände bestehen in der Wümmeniederung und in Bremen-Nord.